# 名古屋市総合体育館

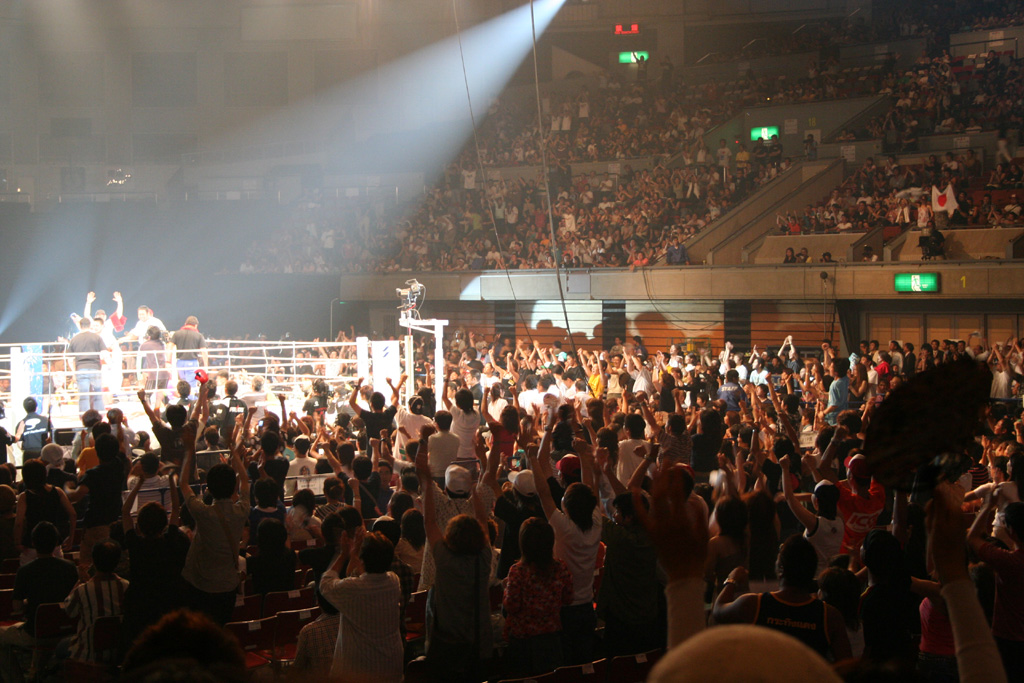
名古屋市総合体育館の内部。2005年（平成17年）PRIDE 武士道 -其の八-開催時

名古屋市総合体育館（なごやしそうごうたいいくかん、Nagoya Civic General Gymnasium）は、愛知県名古屋市南区東又兵ヱ町にある屋内総合体育施設。施設命名権（ネーミングライツ）契約により、2007年（平成19年）4月1日から愛称を「日本ガイシ スポーツプラザ」としている（後述）。

## 概要
帝人名古屋工場の跡地に建設され、1987年（昭和62年）7月19日に開館した。総合体育館はアマチュア・プロスポーツだけでなく、国内外の著名アーティストによるコンサート（音楽イベントの杮落とし公演は、オフコース(1987年8月4日・5日)）、商品展示会などの見本市などが開催される日本ガイシホール（旧：レインボーホール）を始め、各種スポーツ向けの競技場、競技用プール、飛び込み台を有する日本ガイシアリーナ（旧：レインボープール。冬季はアイスアリーナとしてスケートリンクに転換）、温水プール（25m、50m）、弓道場などの施設があり、これらを総称する施設全体の名称である。年間170万人（うちホールは90万人。いずれも平成17年度実績）の利用者がある。
旧名「レインボー」の由来は、1982年（昭和57年）に策定された名古屋市スポーツ振興計画の愛称が「レインボープラン」であったことにあり、名古屋市のスポーツ振興の象徴として呼称されてきた。なお、名古屋市内には名称が似ている「名古屋市体育館」が存在しているが、こちらは熱田区に所在する。
2017年（平成29年）には開館から30年を迎え、それに関連するイベントなども行われたが、施設の老朽化に伴う改修工事のために日本ガイシホールは2019年（平成31年）1月21日から2020年（令和2年）7月19日まで、日本ガイシフォーラムは2019年（平成31年）1月21日から2020年（令和2年）4月10日まで休館することとなった。さらに2026年（令和8年）開催予定の第20回アジア競技大会に向けて屋根防水改修、電気・機械設備改修、バリアフリー改修等の工事のため2024年4月1日から2026年1月31日まで休館中。

## 特徴
日本ガイシホールはNASAのアポロ計画で使用されたプログラムが導入され、600時間を費やした緻密な計算の中、設計が行われたものである。そのため直径100mの真円ドーム構造（パラレルラメラドーム構造）を持ち、2秒という短い残響時間が特徴。

## ネーミングライツ
2007年（平成19年）3月15日、名古屋市に本社を持つ日本碍子が「地域貢献と社名の普及」を目的に命名権を獲得した。同年4月1日から全施設の総称が「日本ガイシ スポーツプラザ（にほんガイシ スポーツプラザ）」となり、併せて主要施設の名称も変更されている。契約は5年契約・年1億2千万円。初回の取得以降は2012年（平成24年）、2017年（平成29年）、2022年（令和4年）の5年毎に同内容の契約で期間を更新し、最新では2027年（令和9年）3月31日まで交わされている。
日本ガイシによる命名権の取得後からしばらくは、コンサートのプロモーターなどが「日本ガイシホール（旧・名古屋レインボーホール）」などと取得前の名称と併せて表記していたが、現在では「日本ガイシホール」の単独表記が一般的となっている。

## 施設概要
- 日本ガイシホール（略称：ガイシホール、旧：レインボーホール）
  - アリーナ面積3,646m2（49.4m×84.4m：長円形）/固定席5,000席、可動席2,000席、移動席3,000席
- 第2競技場
  - アリーナ面積　1,638m2（45.5m×36m）/480席
- 第3競技場
  - アリーナ面積　826.5m2（29m×28.5m）/200席
- 温水プール
  - 25m温水プール　練習用 25m×6コース（水深1.1m～1.3m）幼児用 25m×1コース（水深0.3m～0.6m）
  - 50m温水プール（公認）　50m×8コース（水深1.2m）244席
- 日本ガイシアリーナ 競泳・飛込プール/アイスリンク（略称：ガイシアリーナ、旧：レインボープール/レインボーアイスアリーナ）
  - 50m×10コース（水深2m）/アイスリンク（冬季）60m×30m　3,500席
  - 飛込プール　25m×25m（水深5m）
- 日本ガイシフォーラム（略称：ガイシフォーラム、旧：サン笠寺）
- トレーニング室　468m2
- アーチェリー場　長さ90m×幅30m　12人立
- 弓道場　近的（28m）12人立　遠的（60m）8人立
- 宿泊研修室
- 選手控室兼軽運動室

## アクセス

### 鉄道
東海旅客鉄道（JR東海）
- 東海道本線「笠寺駅」下車、徒歩で約3分。
  - 西口出口と各建物がペデストリアンデッキによって結ばれている。

名古屋鉄道（名鉄）
- 名古屋本線：「本笠寺駅」下車、徒歩で約15分。
- 常滑線：「大江駅」下車、徒歩で約15分。

### 名古屋市営バス
- 新瑞13（左回り）・新瑞14（新瑞橋 - 鳴尾車庫・ワイルドフラワーガーデン ・大江町）・神宮16・南巡回「日本ガイシスポーツプラザ」バス停下車、徒歩ですぐ。
- 基幹1（栄 - 笠寺駅）・新瑞13（右回り）「笠寺駅」バス停下車、徒歩で約3分。ただし停留所は笠寺駅の東側にあるため各施設までは駅舎を通り抜ける必要がある。
- 基幹1（栄 - 星崎・鳴尾車庫）・金山18（金山 - 要町）「南区役所」バス停下車、徒歩で約10分。
- 神宮16・南巡回　「南高校」バス停下車、徒歩ですぐ。
- 神宮12「北頭」バス停下車、徒歩で約5分。
- 2003年（平成15年）までは駐車場の一角に市バスの転回場があり、基幹バスが栄方面へ折り返していた（現在の笠寺駅発着便）。

## 宿泊施設
施設南側を通る名古屋市道名古屋環状線を挟み、名古屋笠寺ホテルとスーパー銭湯「湯～とぴあ宝」が隣接する。また、金山総合駅至近のANAクラウンプラザホテルグランコート名古屋なども10分以内でアクセスできる距離にある。

## 周辺
- 愛知県立名古屋南高等学校
- 笠寺観音
- 戸部城（笠寺城）